# Гордон (Алабама)
Гордон (англ. Gordon) — місто (англ. town) в США, в окрузі Г'юстон штату Алабама. Населення — 294 особи (2020).

## Географія
Гордон розташований за координатами 31°8′38″ пн. ш. 85°5′36″ зх. д. / 31.14389° пн. ш. 85.09333° зх. д. (31.143804, -85.093418).  За даними Бюро перепису населення США в 2010 році місто мало площу 8,30 км², уся площа — суходіл.

## Демографія
Згідно з переписом 2010 року, у місті мешкали 332 особи в 140 домогосподарствах у складі 88 родин. Густота населення становила 40 осіб/км².  Було 166 помешкань (20/км²).
Расовий склад населення:
| - 76,5 % — чорних або афроамериканців - 21,4 % — білих - 0,3 % — корінних американців |

До двох чи більше рас належало 0,9 %. Частка іспаномовних становила 1,5 % від усіх жителів.
За віковим діапазоном населення розподілялося таким чином: 21,7 % — особи молодші 18 років, 59,0 % — особи у віці 18—64 років, 19,3 % — особи у віці 65 років та старші. Медіана віку мешканця становила 47,4 року. На 100 осіб жіночої статі у місті припадало 80,4 чоловіків;  на 100 жінок у віці від 18 років та старших — 80,6 чоловіків також старших 18 років.
Середній дохід на одне домашнє господарство  становив 30 763 долари США (медіана — 22 250), а середній дохід на одну сім'ю — 34 052 долари (медіана — 24 000). За межею бідності перебувало 26,9 % осіб, у тому числі 44,2 % дітей у віці до 18 років та 12,7 % осіб у віці 65 років та старших.
Цивільне працевлаштоване населення становило 80 осіб. Основні галузі зайнятості: виробництво — 25,0 %, освіта, охорона здоров'я та соціальна допомога — 22,5 %, роздрібна торгівля — 13,8 %, транспорт — 8,8 %.